# Paraplesiops alisonae
Paraplesiops alisonae es una especie de peces de la familia Plesiopidae en el orden de los Perciformes.

## Morfología
• Los machos pueden llegar alcanzar los 15 cm de longitud total.

## Distribución geográfica
Se encuentra al sur de Australia, incluyendo Tasmania.